# Cuevas de Viñayo
Cuevas de Viñayo es una localidad española perteneciente al municipio de Carrocera, en la provincia de León, comunidad autónoma de Castilla y León.

## Geografía

### Ubicación
| Noroeste: Piedrasecha | Norte: Majada de Santa Cruz | Noreste: Los Barrios de Gordón  |
| Oeste: Piedrasecha    |                             | Este: Olleros de Alba           |
| Suroeste Viñayo       | Sur: Carrocera              | Sureste: Santiago de las Villas |

## Demografía
Evolución de la población
| Gráfica de evolución demográfica de Cuevas de Viñayo entre 2000 y 2017 |
|                                                                        |
| Población de derecho (2000-2017) según el padrón municipal del INE     |